# Gottschalk Kirchring (Jurist)
Gottschalk Kirchring, auch Gottschalck, von Kirchring (* 2. Mai oder 3. Mai 1663 in Lübeck; † 3. Mai 1691 ebenda) war ein deutscher Jurist in Lübeck.

## Leben
Gottschalk Kirchring entstammte der alten Lübecker Ratsfamilie Kerkring, von denen im 17. Jahrhundert mehrere Mitglieder Gutsbesitz im Lübecker Umland erworben hatten. Er war ein Sohn von Heinrich Kerkring (1627–1692), der 1656 in die Zirkelgesellschaft aufgenommen wurde, und dessen Frau Anna (1638–1674), einer Tochter von Gottschalk von Wickede, verwitwete Warendorp.
Ab Mai 1683 studierte er Rechtswissenschaften an der Universität Jena, gemeinsam mit seinem Cousin Woldemar von Kirchring (Volmar,  *1663). 1686 war er Respondent einer reichsrechtlichen Disputation unter dem Vorsitz von Nikolaus Christoph Lyncker über die Umschreibung der Reichskreise. Bezeichnenderweise wird er auf dem Titelblatt nicht, wie noch in der Matrikel, als Lubecensis (Lübecker) geführt, sondern als Nobil. Saxo., als Adliger aus dem (Nieder)sächsischen Reichskreis. Dies reflektiert das neue Selbstverständnis der patrizischen Familien Lübecks, die sich nach den Verfassungsreformen der 1660er Jahre, Kassarezess und Bürgerrezess, aus dem politischen Leben der Stadt zurückzogen und ein Leben als holsteinische Landadlige unter dem Schutz des Kaisers und des dänischen Königs (als Herzog von Holstein) führten. Zur selben Zeit war Woldemar Respondent einer Disputation, ebenfalls bei Lyncker, über Form und Status des Heiligen Römischen Reiches, die er Herzog Johann Adolf (Schleswig-Holstein-Sonderburg-Plön) widmete.
Gottschalk Kirchring starb unverheiratet schon 1691.

## Chronik
Gottschalk Kirchrings Name ist verbunden mit einer Zusammenstellung aus Lübecker Chroniken bis 1663, die unter seinem Namen und dem seines Cousins Gottschalk Müller, dem Sohn des kaiserlichen Residenten Heinrich Adrian Müller auf Mori, Ende 1677 in Hamburg erschien und 1678 erneut gedruckt wurde.
Da er zu diesem Zeitpunkt erst 14 Jahre alt und sein Cousin etwa gleichaltrig war, hat wohl der (unbekannte) gemeinsame Informator der beiden als der eigentliche Autor zu gelten. Der historische Wert dieser unkritischen Fleissarbeit, von Carl Henrich Dreyer als Kinderchronik charakterisiert, gilt seither als gering; Ernst Deecke hielt sie für „allerdings recht brauchbar zur Übersicht“. Sie ist durchaus einzuordnen in die Bestrebungen des Lübecker Patriziats in den 1660er Jahren, seine traditionellen Privilegien historisch zu legitimieren und so zu verteidigen.
Schon seit Johann Mollers Cimbria Litterata und ihm folgend Christian Gottlieb Jöcher wird Gottschalk Kirchring mitunter mit seinem etwas jüngeren Cousin, dem Domherrn Gottschalk Kirchring (1672–1719) auf Dunkelsdorf verwechselt, was die Autorschaft angeht. In Heinrich Wilhelm Rotermunds Fortsetzungen und Nachträgen dazu erfolgte dann auch noch eine Vermischung mit dem 1705 verstorbenen Bürgermeister Gotthard Kerkring, die sich in Johann Heinrich Stepfs Gallerie aller juridischen Autoren von der ältesten bis auf die jetzige Zeit fortsetzte und verfestigte.

## Werke
- Compendium Historiae Lubecensis, Oder Außzug und Historischer Kern Lübischer-Chronicken : Auß verschiedenen Authoribus Als: Alberto Crantzio, Hermanno Bonno, Chythreo, Reimaro Koch, Reckman, Helmoldo, Rehbeen, Angelo, Petersen, und andern dergleichen Scribenten, auffs fleissigiste extrahiret/ und biß auff jetzige Zeiten continuiret. Hamburg: Rebelein 1677

Neudruck unter dem Titel Compendium Chronicae Lubecensis, oder Außzug und historischer Kern Lübischer Chronicken. Aus verschiedenen Authoribus als: Alberto Crantzio, Hermanno Bonno, Chytreo, Reimaro Kock, Reckman, Helmoldo, Rehbeen, Angelo, Petersen, und andern dergleichen Scribenten, aufs fleißigste extrahiret, und bis auf jetzige Zeiten continuiret / Entworfen von Gottschalck Kirchring und Gottschalck Müller. Gedruckt durch Georg Rebenlein, Hamburg 1678
Digitalisat, Bayerische Staatsbibliothek
Digitalisat, Staats- und Universitätsbibliothek Hamburg
- De redintegratione circulorum S. R. Imperii Jena: Werther 1686 (Digitalisat, Bayerische Staatsbibliothek)

wieder aufgelegt
Jena 1699 (Digitalisat)
Jena 1736 mit dem ergänzenden deutschen Titel Von Ergäntzung der Reichskreise (Digitalisat)
Wittenberg 1746 (Digitalisat, Bayerische Staatsbibliothek)